# Тротвуд (Огайо)
Тротвуд (англ. Trotwood) — місто (англ. city) в США, в окрузі Монтгомері штату Огайо. Населення — 23 070 осіб (2020).

## Географія
Тротвуд розташований за координатами 39°47′31″ пн. ш. 84°19′19″ зх. д. / 39.79194° пн. ш. 84.32194° зх. д. (39.791861, -84.321836).  За даними Бюро перепису населення США в 2010 році місто мало площу 79,02 км², з яких 78,98 км² — суходіл та 0,04 км² — водойми.

## Демографія
Згідно з переписом 2010 року, у місті мешкала 24 431 особа в 10 404 домогосподарствах у складі 6408 родин. Густота населення становила 309 осіб/км².  Було 12152 помешкання (154/км²).
Расовий склад населення:
| - 68,2 % — чорних або афроамериканців - 28,1 % — білих - 0,3 % — азіатів - 0,2 % — корінних американців |

До двох чи більше рас належало 2,6 %. Частка іспаномовних становила 0,9 % від усіх жителів.
За віковим діапазоном населення розподілялося таким чином: 23,6 % — особи молодші 18 років, 58,6 % — особи у віці 18—64 років, 17,8 % — особи у віці 65 років та старші. Медіана віку мешканця становила 41,8 року. На 100 осіб жіночої статі у місті припадало 79,9 чоловіків;  на 100 жінок у віці від 18 років та старших — 74,8 чоловіків також старших 18 років.
Середній дохід на одне домашнє господарство  становив 44 120 доларів США (медіана — 32 563), а середній дохід на одну сім'ю — 50 649 доларів (медіана — 39 967). Медіана доходів становила 33 750 доларів для чоловіків та 31 162 долари для жінок. За межею бідності перебувало 27,1 % осіб, у тому числі 44,2 % дітей у віці до 18 років та 11,9 % осіб у віці 65 років та старших.
Цивільне працевлаштоване населення становило 9382 особи. Основні галузі зайнятості: освіта, охорона здоров'я та соціальна допомога — 30,4 %, виробництво — 11,3 %, роздрібна торгівля — 10,6 %, мистецтво, розваги та відпочинок — 9,9 %.